# PSK Whirlpool-Author/Saison 2011
Dieser Artikel listet Erfolge und Mannschaft des Radsportteams PSK Whirlpool-Author in der Saison 2011 auf.

## Erfolge in der UCI Europe Tour
| Datum        | Rennen                                        | Kat. | Sieger         |
| ------------ | --------------------------------------------- | ---- | -------------- |
| 16. April    | 4. Etappe Tour du Loir-et-Cher                | 2.2  | Tomáš Bucháček |
| 17. Juni     | 1. Etappe Oberösterreich-Rundfahrt            | 2.2  | Petr Benčík    |
| 17.–19. Juni | Gesamtwertung Oberösterreich-Rundfahrt        | 2.2  | Petr Benčík    |
| 23. Juni     | Tschechische Meisterschaft – Einzelzeitfahren | CN   | Jiří Hudeček   |
| 26. Juni     | Tschechische Meisterschaft – Straßenrennen    | CN   | Petr Benčík    |
| 29. Juni     | 1. Etappe Course de la Solidarité Olympique   | 2.1  | Tomáš Bucháček |

## Abgänge – Zugänge
| Zugänge                         | Team 2010                   | Abgänge           | Team 2011            |
| ------------------------------- | --------------------------- | ----------------- | -------------------- |
| David Dvorský                   | Neoprofi                    | Leopold König     | Team NetApp          |
| Josef Hošek                     | Neoprofi                    | André Schulze     | CCC Polsat Polkowice |
| Jiří Hudeček                    | Neoprofi                    | Aleš Brož         | Unbekannt            |
| Joshua Prete                    | Neoprofi                    | Jakub Danačík     | Unbekannt            |
| Jakub Večeřa                    | Neoprofi                    | Otakar Fiala      | Unbekannt            |
| František Padour (ab 1. August) | PSK Whirlpool-Author (2009) | Martin Hebík      | Unbekannt            |
|                                 |                             | Petr Kaltofen     | Unbekannt            |
|                                 |                             | František Klouček | Unbekannt            |
|                                 |                             | Martin Mareš      | Unbekannt            |

## Mannschaft
| Name              | Geburtstag         | Nationalität |
| ----------------- | ------------------ | ------------ |
| Petr Benčík       | 29. Januar 1976    | Tschechien   |
| Tomáš Bucháček    | 7. März 1978       | Tschechien   |
| Tomáš Danačík     | 24. Oktober 1990   | Tschechien   |
| Vojtěch Dlouhý    | 12. Januar 1981    | Tschechien   |
| David Dvorský     | 11. Juni 1992      | Tschechien   |
| Josef Hošek       | 23. Dezember 1991  | Tschechien   |
| Jiří Hudeček      | 19. Mai 1986       | Tschechien   |
| Stanislav Kozubek | 9. Juni 1980       | Tschechien   |
| František Padour  | 19. Januar 1988    | Tschechien   |
| Joshua Prete      | 17. August 1991    | Australien   |
| Marc Reynés       | 20. Oktober 1988   | Spanien      |
| Jakub Večeřa      | 26. September 1992 | Tschechien   |

## Platzierungen in UCI-Ranglisten
UCI Europe Tour 2011
|       | Fahrer            | Punkte |
| ----- | ----------------- | ------ |
| 154.  | Petr Benčík       | 96,25  |
| 206.  | Stanislav Kozubek | 78,25  |
| 223.  | Tomáš Bucháček    | 71,25  |
| 529.  | Jiří Hudeček      | 27,25  |
| 867.  | Tomáš Danačík     | 9,25   |
| 878.  | Marc Reynés       | 8      |
| 986.  | David Dvorský     | 6,25   |
| 1270. | Joshua Prete      | 1,25   |